# Phasenmodell der Eskalation
Mit dem Phasenmodell der Eskalation legte Friedrich Glasl im Jahr 1980 ein Modell vor, um Konflikte zu analysieren. Aus der Analyse können sich angemessene Reaktionen ergeben. Das Modell hat neun Stufen, im Gegensatz zum Modell nach Kurt R. Spillmann und Kati Spillmann, die fünf identifizierbare Eskalationsstufen beschreiben. Diese Stufen sind in drei Hauptphasen (Ebenen) mit jeweils drei Abstufungen unterteilt.

## Phasenmodell
Glasl stellt die Eskalation bewusst nicht als aufsteigende Leiter dar wie Herman Kahn 1965, weil „der Weg der Eskalation mit einer gewissen zwingenden Kraft in Regionen führt, die grosse, untermenschliche Energien aufrufen, die sich jedoch auf die Dauer der menschlichen Steuerung und Beherrschung entziehen.“
In der ersten Hauptphase können beide Konfliktparteien noch gewinnen (Win-Win). In der zweiten Hauptphase verliert eine Partei, während die andere gewinnt (Win-Lose) und in der dritten Hauptphase verlieren beide Parteien (Lose-Lose). Die drei Hauptphasen sind durch sogenannte Hauptschwellen voneinander getrennt. Das Achten der ersten Hauptschwelle sichert eine kooperative Lösung auf der Sachebene, das Respektieren der zweiten Hauptschwelle bedeutet, dass man sich noch von moralisch-ethischen Skrupeln leiten lässt.

Die drei Hauptphasen und neun Stufen der Konflikteskalation

Man kann die unterschiedlichsten Konflikte damit analysieren, zum Beispiel Scheidungen, Konflikte zwischen Kollegen oder Schülern, und auch Konflikte zwischen Staaten.

### 1.Hauptphase (win-win: Es ist noch alles offen)
Stufe 1 – Verhärtung
Konflikte beginnen mit Spannungen, z. B. gelegentliches Aufeinanderprallen von Meinungen. Es ist alltäglich und wird nicht als Beginn eines Konflikts wahrgenommen. Wenn daraus doch ein Konflikt entsteht, werden die Meinungen fundamentaler. Der Konflikt könnte tiefere Ursachen haben.
Stufe 2 – Debatte, Polemik
Ab hier überlegen sich die Konfliktpartner Strategien, um den anderen von ihren Argumenten zu überzeugen. Meinungsverschiedenheiten führen zu einem Streit. Man will den anderen unter Druck setzen. Schwarz-Weiß-Denken entsteht.
Stufe 3 – Taten statt Worte
Die Konfliktpartner erhöhen den Druck auf den jeweils anderen, um sich oder die eigene Meinung durchzusetzen. Gespräche werden z. B. abgebrochen. Es findet keine verbale Kommunikation mehr statt und der Konflikt verschärft sich schneller. Das Mitgefühl für den „anderen“ geht verloren.

### 2.Hauptphase (win-lose: Ab hier Gewinner und Verlierer)
Stufe 4 – Koalitionen, Images
Der Konflikt verschärft sich dadurch, dass man Sympathisanten für seine Sache sucht. Da man sich im Recht glaubt, kann man den Gegner denunzieren. Es geht nicht mehr um die Sache, sondern darum, den Konflikt zu gewinnen, damit der Gegner verliert.
Stufe 5 – Gesichtsverlust
Der Gegner soll in seiner Identität vernichtet werden durch alle möglichen Unterstellungen oder ähnliches. Hier ist der Vertrauensverlust vollständig. Gesichtsverlust bedeutet in diesem Sinne Verlust der moralischen Glaubwürdigkeit.
Stufe 6 – Drohstrategien
Mit Drohungen versuchen die Konfliktparteien, die Situation absolut zu kontrollieren. Sie sollen die eigene Macht veranschaulichen. Man droht z. B. mit einer Forderung (10 Mio. Euro), die durch eine Sanktion („Sonst sprenge ich Ihr Hauptgebäude in die Luft!“) verschärft und durch das Sanktionspotenzial (Sprengstoff zeigen) untermauert wird. Hier entscheiden die Proportionen über die Glaubwürdigkeit der Drohung.

### 3.Hauptphase (lose-lose: Ab hier nur noch Verlierer)
Stufe 7 – Begrenzte Vernichtung(sschläge)
Hier soll dem Gegner mit allen Tricks empfindlich geschadet werden. Der Gegner wird nicht mehr als Mensch wahrgenommen.
Ab hier wird ein begrenzter eigener Schaden schon als Gewinn angesehen, sollte der des Gegners größer sein.
Stufe 8 – Zersplitterung
Das Unterstützersystem des Gegners soll mit Vernichtungsaktionen zerstört werden.
Stufe 9 – Gemeinsam in den Abgrund
Ab hier kalkuliert man die eigene Vernichtung mit ein, um den Gegner zu besiegen.

## Eskalationsmechanismen
Glasl beschreibt neben dem Verlauf einer zunehmenden Konflikteskalation auch zentrale Mechanismen, die diesen Prozess vorantreiben. Grundsätzlich stellt er z. B. fest, dass die beteiligten Parteien zunehmend irrational handeln, sich immer stärker am bisher Erlebten orientieren, dabei jedoch die Folgen ihres Tuns für die Zukunft ausblenden und in ihrer Wahrnehmung des tatsächlichen Geschehens immer stärker beeinträchtigt sind. Diese Begleiterscheinungen der Eskalation bleiben den Beteiligten allerdings meist verborgen.
Glasl hat fünf Kernmechanismen der Eskalation herausgearbeitet. Er geht davon aus, dass sie eine starke Dynamik erzeugen und es viel Kraft und Energie braucht, um ihnen entgegenzuwirken.
Zunehmende Projektion bei wachsender Selbstfrustration
Jede Person neigt unterschiedlich stark dazu, eigene Schwächen nur schwer annehmen zu können, was zu inneren Spannungen führt. Damit verbundene Verhaltensweisen werden in der Folge anderen zugeschrieben oder sogar als von diesen verursacht erlebt, was allerdings mit Selbstvorwürfen und Schuldgefühlen einhergeht. Es droht dadurch ein Teufelskreis von zunehmender Anspannung, neuen Projektionen und ggf. Überreaktionen gegenüber Anderen, die weitere Spannungen und Frustrationen erzeugen.
Ausweitung der strittigen Themen bei gleichzeitiger kognitiver Komplexitätsreduktion
Konfliktparteien bemühen sich im Zweifel darum, lieber zu viele als womöglich zu wenige Argumente für ihre Position zu haben, und führen diese, z. T. auch aus taktischen Gründen, dann ins Feld, selbst wenn sie unwesentlich sind. Die Sachlage wird damit unübersichtlicher und die Komplexität des Konflikts steigt mit zunehmender Dauer der Auseinandersetzung. Parallel wächst in der Regel der Stress, auch durch Zeitdruck oder schwindende Handlungsspielräume. Das verlangt von den Parteien Vereinfachungen und Auslassungen, die eine Versteifung im Denken und eine Verschärfung des Auftretens und möglicher Forderungen begünstigen. Glasl spricht hier von der paradoxen Verkopplung der äußeren Zunahme der Komplexität und der inneren Verringerung von Komplexität, die Stress und Unbehagen weiter verstärkt.
Wechselseitige Verflechtung von Ursachen und Wirkungen (Kausalitätsumkehr) bei Simplifizierung der Kausalitätsbeziehungen
Konfliktparteien bilden für sich im Verlauf der Auseinandersetzung eigene Denkmodelle dazu, was geschieht und worin die Gründe dafür bestehen. Diese unterscheiden sich in der Regel zwischen den Parteien: Was eine Seite für Ursachen hält, erscheint der anderen häufig als Wirkung und umgekehrt.
Dass diese Denkmodelle sich im Prozess stetig verändern, verkompliziert die Situation weiter, während sich die Parteien gleichzeitig immer stärker einfache und eindeutige Erklärungsmodelle von Ursachen und Wirkungen suchen.
Ausweitung der sozialen Arena bei gleichzeitiger Tendenz zum Personifizieren des Konfliktes, verbunden mit einer sinkenden Verantwortungsübernahme für das jeweils eigene Handeln
Glasl geht davon aus, dass Konfliktparteien, oft in der Angst, die Gegenseite könnte das bereits getan haben, andere Personen oder sogar die Öffentlichkeit in das Konfliktgeschehen einbeziehen und damit eine von ihnen eigentlich gefürchtete Ausweitung des Konflikts bewirken. Durch immer mehr Beteiligte wächst die Gefahr von Missverständnissen oder unangemessenen Handlungen weiter an. Statt zunehmendem Einfluss erleben die Beteiligten einen weiteren Kontrollverlust. Stress und Unbehagen steigen weiter.
In diesem Zuge nehmen die Beteiligten sich wechselseitig immer weniger konkret wahr, sondern entwickeln holzschnittartige Bilder und Vorstellungen der anderen Beteiligten bis hin zu Feindbildern. Die Aussagen der Personen werden dabei immer weniger gesehen und ggf. abgelehnt. Die Ablehnung richtet sich stattdessen immer mehr gegen die Personen selbst bzw. eigentlich die von diesen entwickelten inneren Bilder.
In solchen Kontexten häufig von allen Seiten vorgenommene Verantwortungszuschreibungen (Schuldzuweisungen) in Richtung der Gegenseite werden dabei in der Regel jeweils zurückgewiesen. Dadurch entstehen und wachsen Bereiche des Konfliktgeschehens, in denen sich niemand als verantwortlich empfindet, und Verantwortlichkeiten werden generell zu einem Themenfeld der Auseinandersetzung.
Beschleunigung durch ‚pessimistische Antizipation‘/Bremsen
Unter dem bestehenden und ggf. z. B. durch gesetzte Ultimaten forcierten Druck entsteht ein Wettlauf um möglichst günstige Positionen. Diese wollen die Parteien sich entweder vorsorglich sichern und wieder aufholen, wo sie von Positionsverbesserungen der Gegenseite ausgehen. Reaktionen erfolgen oft in Anlehnung an das schlimmst mögliche Szenario und führen so zu Handlungen, die von der Gegenseite als unverhältnismäßig erlebt werden und dann weitere Schritte auf deren Seite zur Folge haben.
Versuche, durch Demonstrationen von Stärke oder Entschlossenheit das Gegenüber zum Einlenken zu bewegen und eine weitere Eskalation so abzubremsen, führten stattdessen zu unangemessen massiven Maßnahmen und der Gefahr übereilter weiterer Schritte, also letztlich zum Gegenteil des eigentlich Bezweckten.

## Deeskalations- und Konfliktlösungsstrategien
Das Modell beschreibt, wie sich zwei oder ggf. auch mehr Konfliktparteien verhalten. Lösungen zur Deeskalation werden in diesem Modell auf den ersten Blick nicht angeboten. Insbesondere dann, wenn bei Konflikten für beide Konfliktparteien ein Verlassen der Situation nicht möglich erscheint (z. B. aggressiver Akt auf das Hoheitsgebiet eines Staates, Trennung eines gemeinsamen Kindes vom anderen Elternteil, Entzug von Bürgerrechten durch einen Staat, Massenentlassungen zur Verbesserung des Shareholder Value), oder eine Partei die bewusste Konflikteskalation als strategisches Moment auswählt.
Glasl weist den verschiedenen Eskalationsstufen jedoch folgende Strategiemodelle zur Deeskalation zu:
- Stufe 1–3: Moderation
- Stufe 3–5: Prozessbegleitung
- Stufe 4–6: sozio-therapeutische Prozessbegleitung
- Stufe 5–7: Vermittlung/Mediation
- Stufe 6–8: Schiedsverfahren/gerichtliches Verfahren
- Stufe 7–9: Machteingriff

Dabei bietet die Berücksichtigung der Mechanismen, die die Eskalationsdynamik befeuern, Anhaltspunkte dafür, wie eine Deeskalation erreicht werden kann.
Die Fähigkeit zum weltbild- und wertfreiem Erkennen und Eliminieren von konfliktnährenden Kräften zum Zwecke einer Konfliktdeeskalation bietet insbesondere Führungskräften, Beratern und Sozialarbeitern große Vorteile.